# Thomas Radlspeck
Thomas Radlspeck (* 16. November 1972 in München) ist ein ehemaliger deutscher Fußballspieler.

## Karriere
Radlspeck gelangte über die Jugendvereine SV Otzing und MSV München zum FC Bayern München. Beim FC Bayern rückte er 1993 in die zweite Mannschaft auf, für die er in der drittklassigen Amateur-Oberliga Bayern am 28. November 1993 (17. Spieltag) beim 4:0-Sieg im Heimspiel gegen die SpVgg Plattling debütierte und seine ersten beide Tore im Seniorenbereich erzielte. Höhepunkt seiner noch jungen Karriere im Seniorenbereich dürfte das Erreichen des Viertelfinales im DFB-Pokal 1994/95 mit den Amateuren der Münchner gewesen sein, nachdem er mit seiner Mannschaft die Profiklubs Werder Bremen, Chemnitzer FC und VfB Stuttgart aus dem Wettbewerb schoss.
Zur Saison 1995/96 wechselte Radlspeck zum Zweitligaaufsteiger SpVgg Unterhaching. Ursprünglich Stürmer, wurde er in der Saison 1997/98 vom Unterhachinger Trainer Willi Entenmann auf der linken Außenbahn eingesetzt. Für die Spielzeit 1998/99 war Radlspeck sich bereits mit dem FC St. Pauli einig, aber sein Manager vergaß, den Vertrag bei der SpVgg Unterhaching fristgerecht zu kündigen. Damit verlängerte sich seine Vertragslaufzeit um ein weiteres Jahr. Somit verlangte die SpVgg Unterhaching eine Ablösezahlung von 100.000 D-Mark, die der FC St. Pauli nicht bereit war zu zahlen und auf eine Verpflichtung Radlspecks verzichtete.
Stattdessen fand Radlspeck mit dem Bundesligaaufsteiger SC Freiburg einen neuen Verein, der für den Offensivspieler nach Presseinformationen 200.000 D-Mark Ablöse überwies. Als Alternative zu Michael Frontzeck auf der linken Angriffsseite verpflichtet, kam er am 8. September 1999 (3. Spieltag) beim 1:1 im Auswärtsspiel gegen den VfL Wolfsburg lediglich zu einem achtminütigen Bundesligaeinsatz.
Daraufhin wechselte Radlspeck bereits in der Winterpause zum österreichischen Erstligisten Grazer AK, in der Presse wurde eine Ablöse von 200.000 D-Mark kolportiert. Mit Trainer Klaus Augenthaler war er bereits während seiner Zeit beim FC Bayern München in Kontakt gekommen. Anderthalb Jahre spielte Radlspeck beim Grazer AK und gewann 2000 mit dem Klub den nationalen Vereinspokal. Mit der Entlassung Augenthalers im März 2000 endete auch die Zeit von Radlspeck beim GAK, für den er am 27. Mai 2000 (36. Spieltag) bei der 0:4-Niederlage im Heimspiel gegen Schwarz-Weiß Bregenz sein letztes Ligaspiel bestritt. Er kehrte im Sommer 2000 zurück nach Deutschland zum Regionalliga-Aufsteiger SSV Jahn Regensburg, bei dem er bereits ein Jahr später wegen Knieproblemen seine Laufbahn im Leistungssport beendete.
Zur Saison 2008/09 kehrte in den Spielbetrieb zurück und schloss sich dem SV Otzing in der Kreisklasse Dingolfing an. Nach einer Pause von vier Jahren kehrte er zum SV Otzing zurück, für die er bis Saisonende 2014/15 spielte und auch für die zweite Mannschaft, für diese ausschließlich ab der Saison 2015/16 in der A-Klasse aktiv war.

## Erfolge
- ÖFB-Cup-Sieger 2000 (im Finale nicht eingesetzt)